# Walsrode
Walsrode is een plaats in de Duitse deelstaat Nedersaksen, gelegen in de Landkreis Heidekreis. De stad telt ruim 30.000 inwoners en is een selbständige Gemeinde. Naburige steden zijn onder andere Bad Fallingbostel en Bispingen.

## Indeling der gemeente
De stad bestaat sinds de toevoeging van de gemeente Bomlitz per 1 januari 2020 uit 31 Ortsteile, te weten:
| - Ahrsen (+) - Altenboitzen - Benefeld, vastgebouwd aan Bomlitz (+) - Benzen - Bockhorn - Bomlitz (+) - Bommelsen, incl.diverse gehuchten (+) - Borg, incl. Cordingen (+) - Düshorn - Ebbingen | - Fulde - Groß Eilstorf - Hamwiede - Hollige - Honerdingen, incl. Meinerdingen en Tietlingen - Hünzingen - Idsingen - Jarlingen (+) - Kirchboitzen - Klein Eilstor. | - Krelingen - Kroge (+) - Nordkampen - Schneeheide - Sieverdingen - Stellichte - Südkampen - Uetzingen met Elferdingen (+) - Vethem - Walsrode-stad - Westenholz |

Blijkens de website van de gemeente hadden Bomlitz (6.970)  en Walsrode  (23.068) tezamen in 2018 samen 30.038 inwoners.
De met + gemerkte dorpen behoorden tot en met 2019 tot de gemeente Bomlitz.

## Ligging, vervoer, verkeer
De stad ligt aan een riviertje, de Böhme. Dit is een niet bevaarbare, 71 km lange zijrivier van de Aller.

### Buurgemeentes
- NO (in noordoostelijke richting):  Soltau 21 km
- NW: Verden 29 km
- N: Visselhövede 15 km
- W: Dörverden 32 km
- O: Bad Fallingbostel 9 km
- Z: Hannover 62 km
- ZW: Nienburg/Weser 40 km
- ZO: Celle 54 km

### Wegverkeer
Hoofdverkeersaders zijn:
- de A27 naar Bremen; de afritten 27 en 28 hiervan leiden naar Walsrode; deze takt zuidelijk van Walsrode, bij Autobahndreieck Walsrode, af van de A7.
- de A7 Hamburg-Hannover
- de Bundesstraße 209 naar Nienburg/Weser

### Treinverkeer
Sinds 1890 heeft Walsrode een station aan een spoorlijn naar Bremervörde noordwaarts en naar Hannover zuidwaarts. Deze spoorlijn was rond 1970 echter niet meer rendabel gebleken. Delen ervan zijn opgebroken en hebben voor fietspaden plaats gemaakt,  andere delen zijn in de periode 2010-2018 opgeknapt, maar werden lange tijd alleen nog voor incidenteel goederenvervoer en voor toeristische ritten (museumspoorlijn) gebruikt. Tegenwoordig rijden van Station Walsrode weer stoptreinen naar Hannover Hauptbahnhof en station Buchholz (Nordheide), waar men op treinen naar o.a. Hamburg kan overstappen.
Van Walsrode loopt nog een industriespoor voor goederentreinen naar Bomlitz ten gerieve van de chemische en verpakkingsindustriebedrijven aldaar.

## Economie
- Walsrode is vanwege de hierna vermelde bezienswaardigheden een tot zelfs buiten Duitsland bekend doel van toerisme.
- De chemische industriecomplexen van Bomlitz behoren sinds 2020 tot de gemeente Walsrode, enkele bijbehorende kantoren waren al in Walsrode gevestigd.
- In Ortsteil Fulde is een aardgasbron ontdekt, die sinds 2006 door ExxonMobil wordt geëxploiteerd.
- De stad heeft enig midden- en kleinbedrijf, vooral in de bouwsector, binnen haar gemeentegrenzen.
- Walsrode beschikt over een bescheiden eigen ziekenhuis (Klinikum), met verpleegkundigenopleiding. Er zijn plannen, om het ziekenhuis te slopen en met dat van Soltau te laten fuseren; waar het nieuwe ziekenhuis moet komen, wordt omstreeks 2027 bekend.

## Geschiedenis
In Stadtteil Borg zijn tien grafheuvels uit de bronstijd (1500-1200 v.C.) ontdekt.
In 986 bestond reeds een aan Johannes de Doper gewijd nonnenklooster (sinds 1255 van de benedictijner orde) in Walsrode, het oudste in het Hertogdom Brunswijk-Lüneburg. Het klooster is diverse malen verwoest en daarna  herbouwd, o.a. in 1482 door brand na blikseminslag en in de Dertigjarige Oorlog. Na de Reformatie in de 16e eeuw werd het een luthers wereldlijk sticht, waarvan tot 1980 uitsluitend adellijke dames deel uitmaakten.
In 1381 werd de plaats Walsrode door soldaten uit Bremen verwoest. De heer van het Hertogdom Brunswijk-Lüneburg liet het herbouwen, en kende Walsrode in 1383 ook stadsrechten toe.
Tijdens de Dertigjarige Oorlog werd in 1626 het sinds de Reformatie luthers gezinde Walsrode door troepen van de katholieke liga onder Johan t'Serclaes van Tilly verwoest. In 1757 werd Walsrode nogmaals door een stadsbrand geteisterd. Daarom zijn er in het centrum maar weinig gebouwen van voor het midden van de 18e eeuw bewaard gebleven.
In de jaren 1950 vestigde de Bundesgrenzschutz een steunpunt in Walsrode; tegenwoordig bezit het stadje ook een voortgezette politieschool.
Rond 2012 ging in de pers en op de televisie het gerucht, dat de Hells Angels door o.a. afpersing politieke invloed op het gemeentebestuur van Walsrode zouden hebben verkregen. De gemeente gaf daarop een verklaring uit, dat zij zich verre wenst te houden van corruptie en afpersing door motorbendes, en aan zulke bedreigingen nimmer toegeeft.
Zie voor o.a. de industrialisering en de tijd rond de Tweede Wereldoorlog ook onder Bomlitz.

## Bezienswaardigheden
- Iets ten noorden van  Walsrode, aan de weg naar Ahrsen, bevindt zich het grootste vogelpark ter wereld Vogelpark Walsrode, gelegen op de Lüneburger Heide.
- Aan de westrand van de stad bevindt zich het Heidemuseum, een klein openluchtmuseum met o.a. een fraaie oud-Nedersaksische boerderij, gewijd aan de geschiedenis en folklore van de Lüneburger Heide en aan de schrijver Hermann Löns, en nog ca. 10 andere gebouwen.
- De fraaie natuur van de Lüneburger Heide, het 5 km ten westen van Walsrode gelegen hoogveenreservaat Grundloses Moor (met de Grundlose See), en het dal van de Böhme maakt Walsrode tot een uitgangspunt voor wandel- en fietstochten.
- In de stad zijn uit de 18e eeuw daterende gebouwen van het oude klooster gespaard gebleven, waarvan één uit 1720.
- Van de weinige nog bestaande oude vakwerkhuizen in Walsrode staan de meeste aan de winkelstraat Lange Straße.
- De Cordinger Watermolen in stadsdeel Benefeld
- Het deels 18e-eeuwse raadhuiscomplex (op het hier gevestigde toeristische bureau en een ruimte voor tijdelijke kunsttentoonstellingen na, van binnen niet te bezichtigen).
- Veel dorpen in de gemeente hebben een monumentaal, oud dorpskerkje, veelal daterend uit de 18e eeuw.
- Overal in de stad zijn moderne werken van beeldhouwkunst in de openbare ruimte opgesteld. Daar is ook een werk van de Nederlander Joris Baudoin bij.

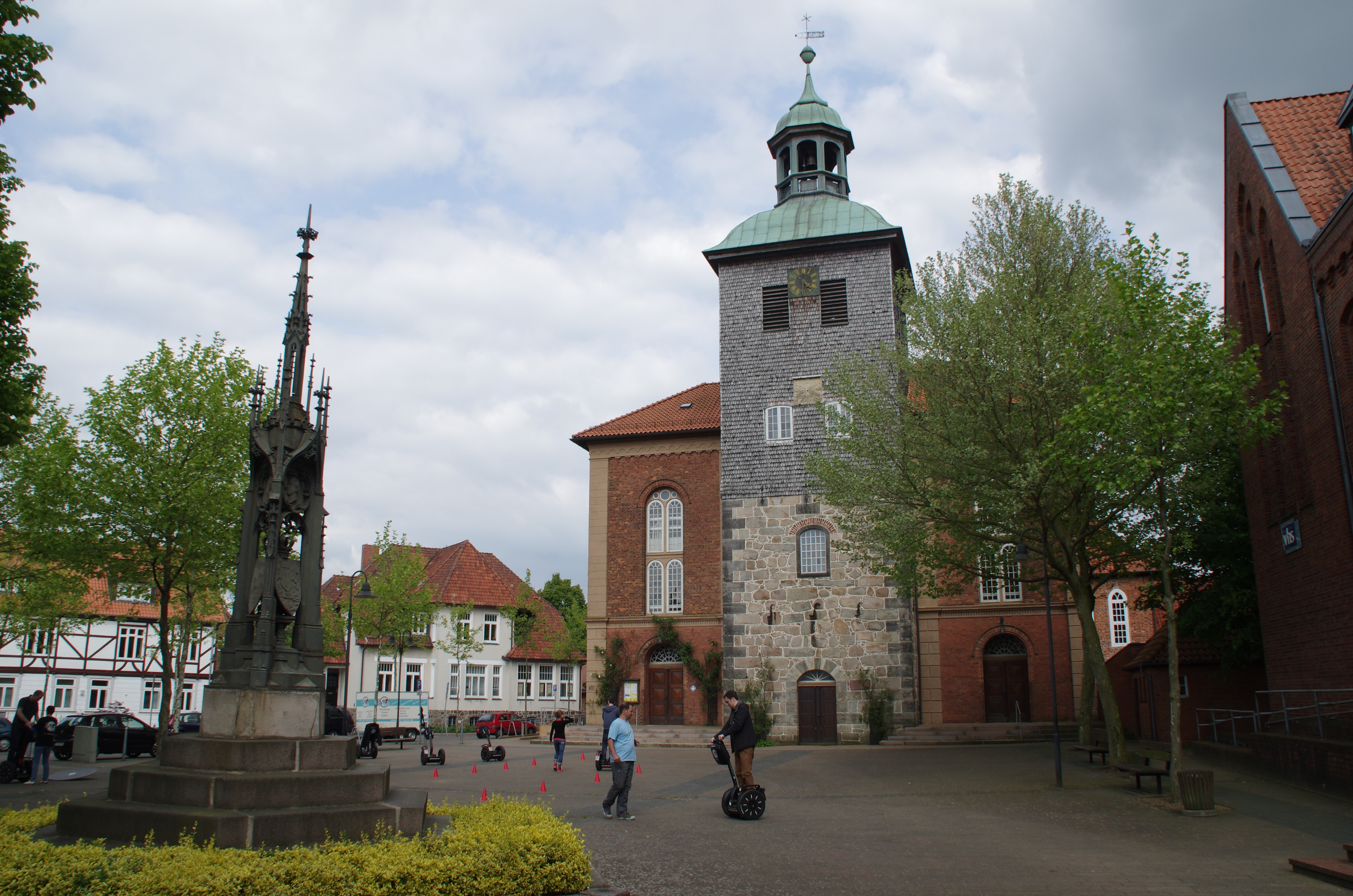
Kerkplein Walsrode tussen het centrum en het voormalige klooster
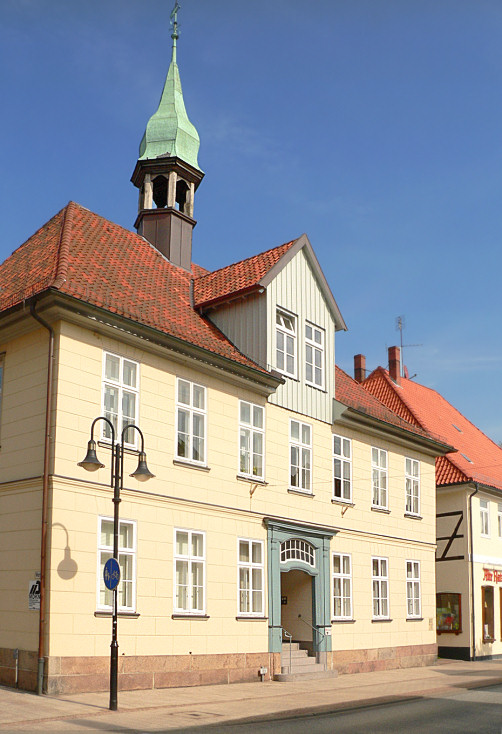
Voormalig stadhuis, bouwjaar 1758
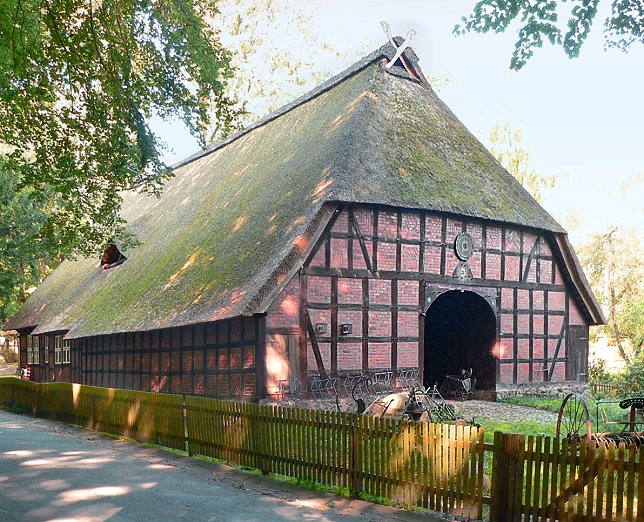
Heidemuseum Walsrode
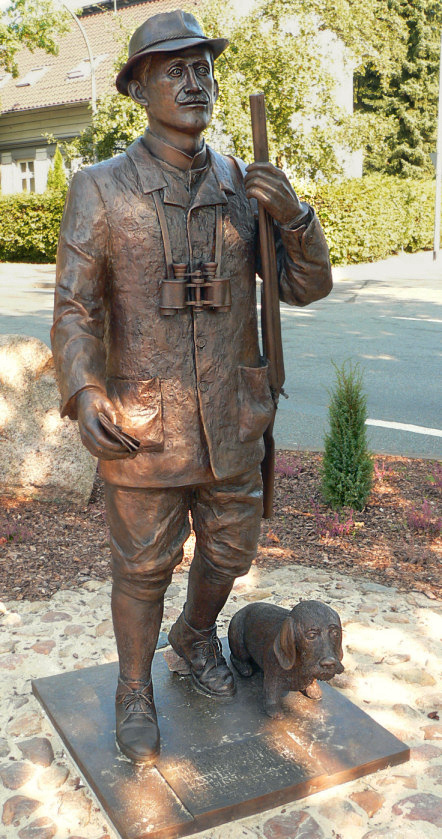
Hermann Löns - standbeeld bij het Heidemuseum
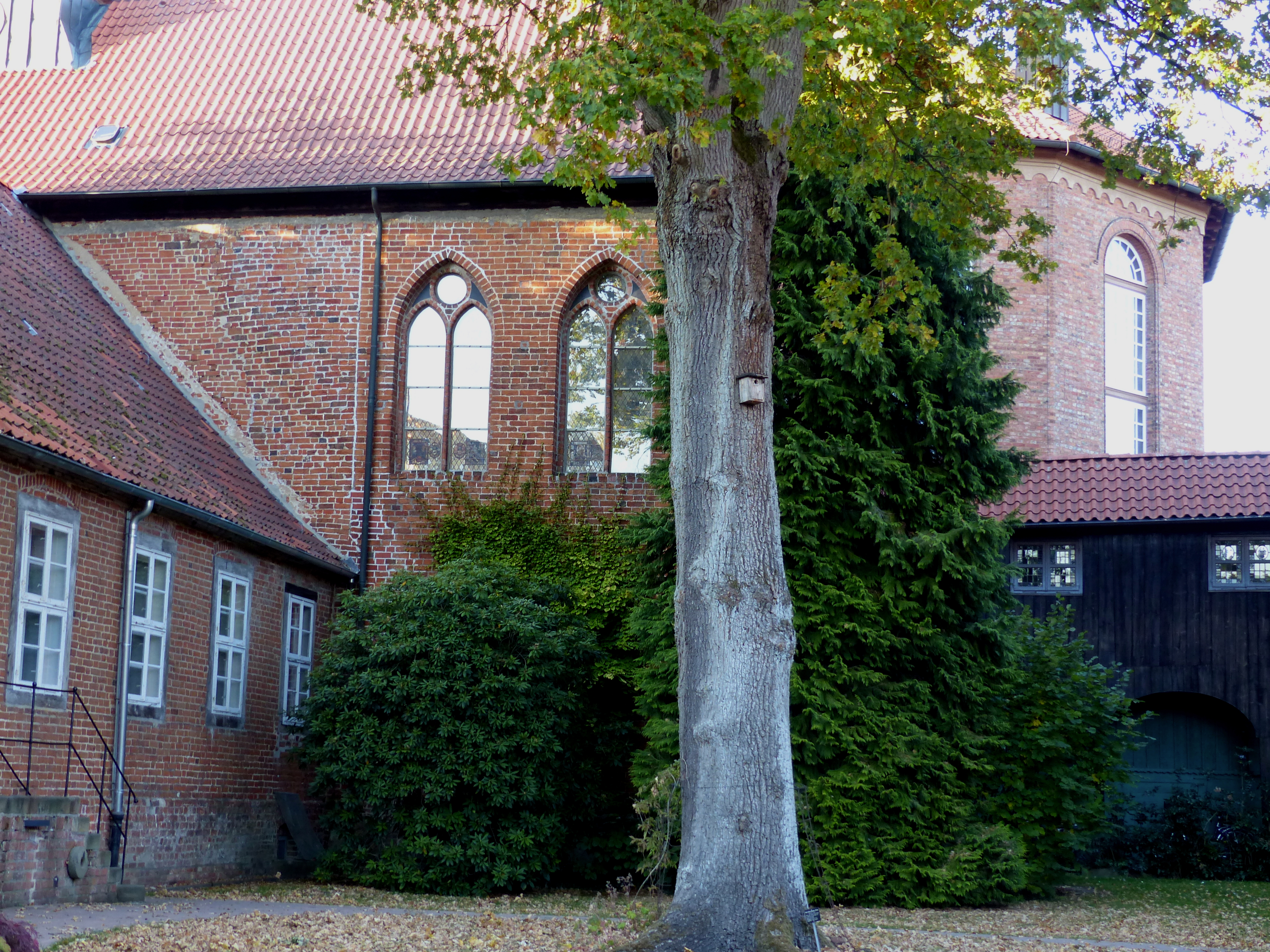
Kloosterkapel; op de achtergrond is de evangelisch-lutherse Johannes-de-Doper- of Stadskerk (1850) deels zichtbaar
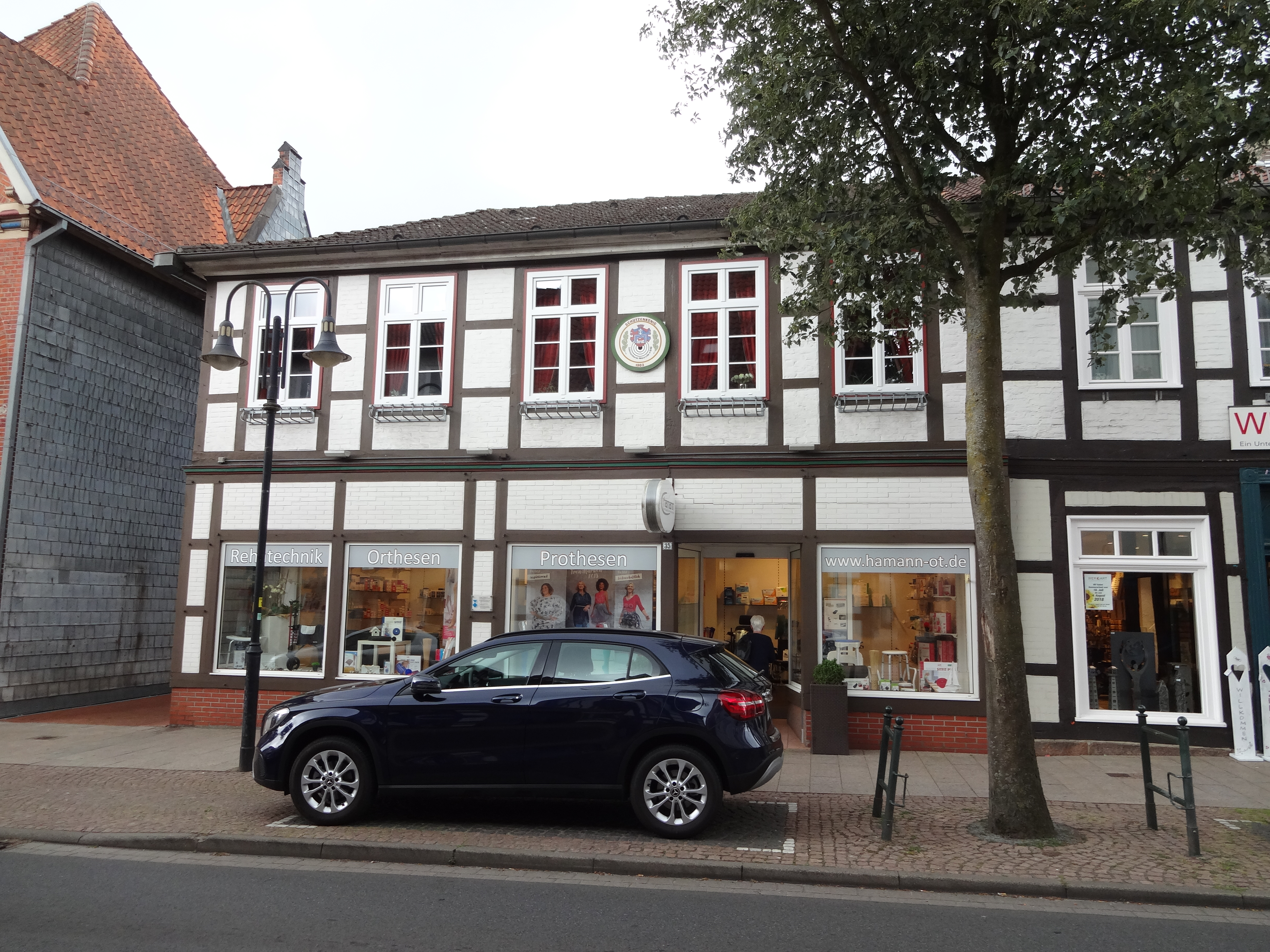
Vakwerkhuis Lange Straße 37-38
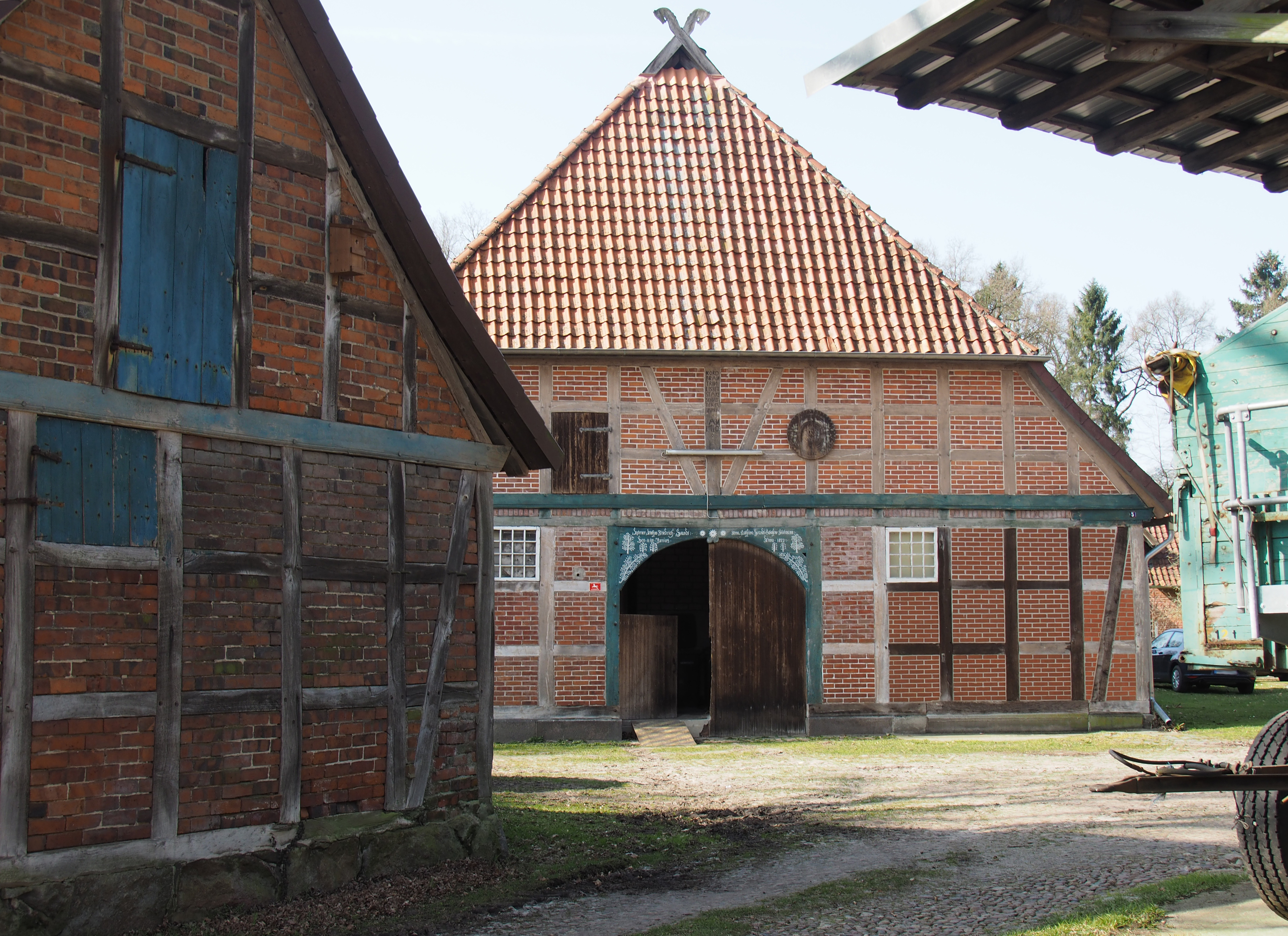
Westenholz, monumentale vakwerkboerderij uit 1822
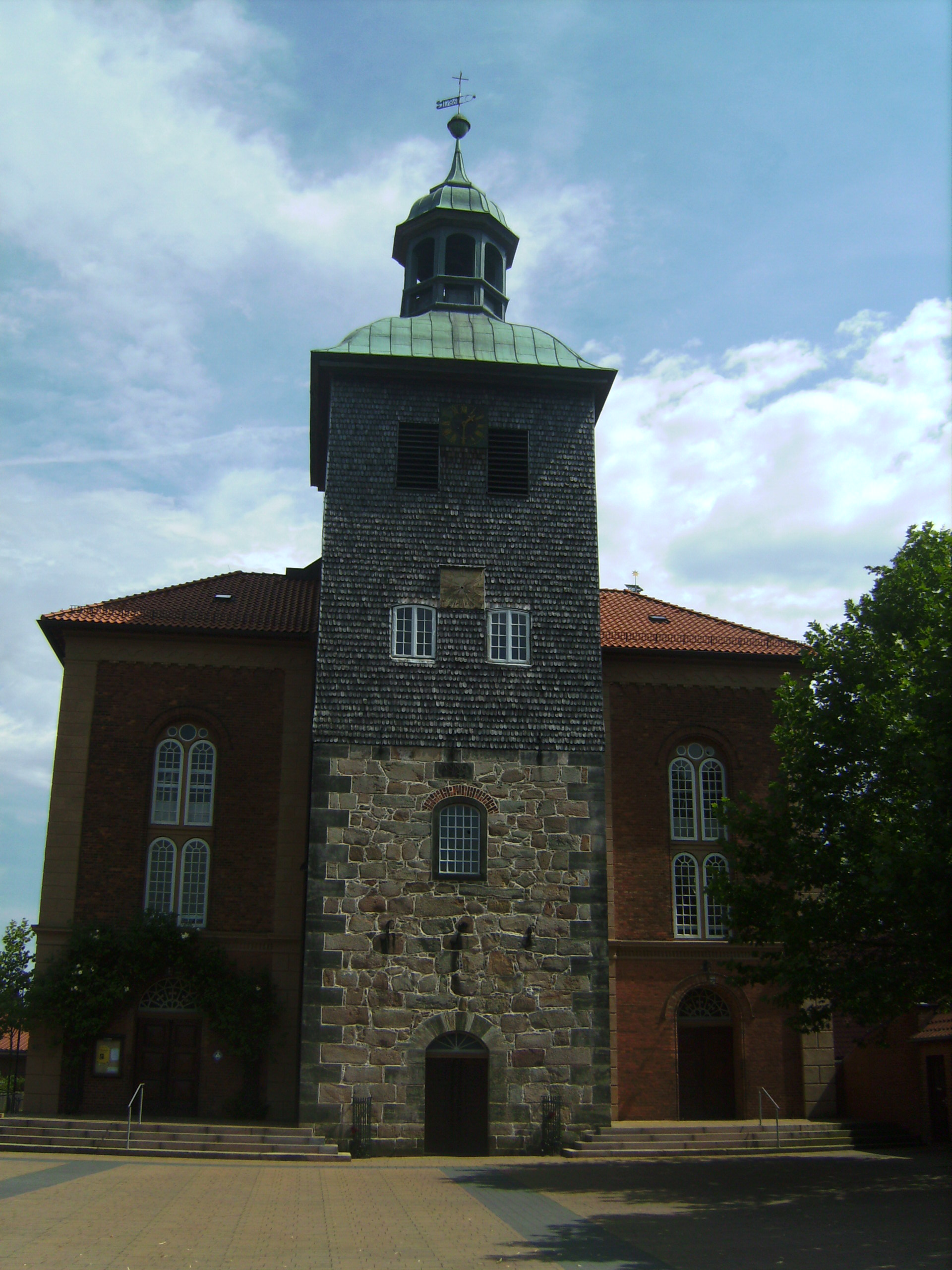
Evang.-lutherse Johannes-de-Doperkerk in Walsrode
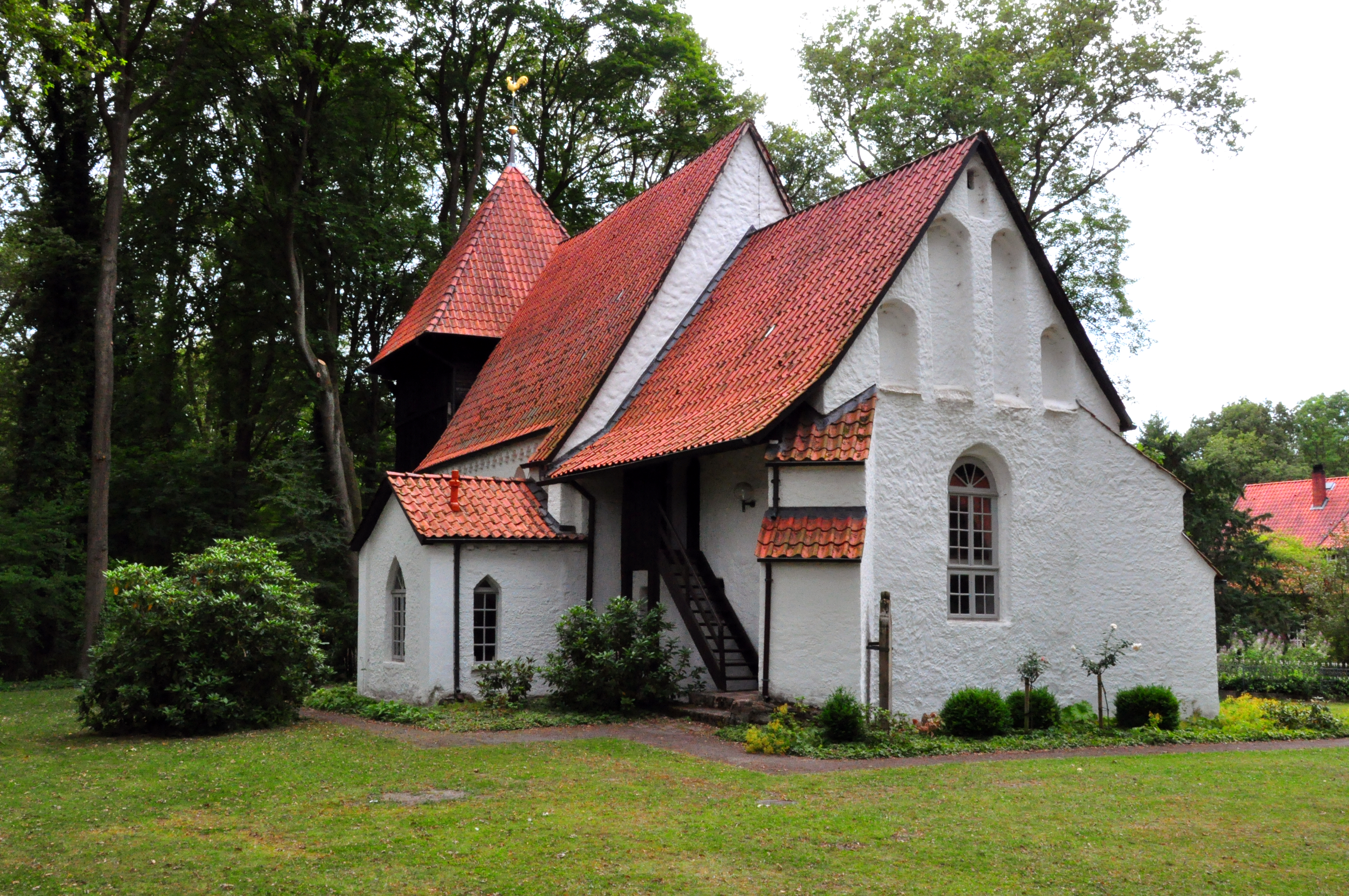
Evang.-lutherse St.-Joriskerk in Meinerdingen
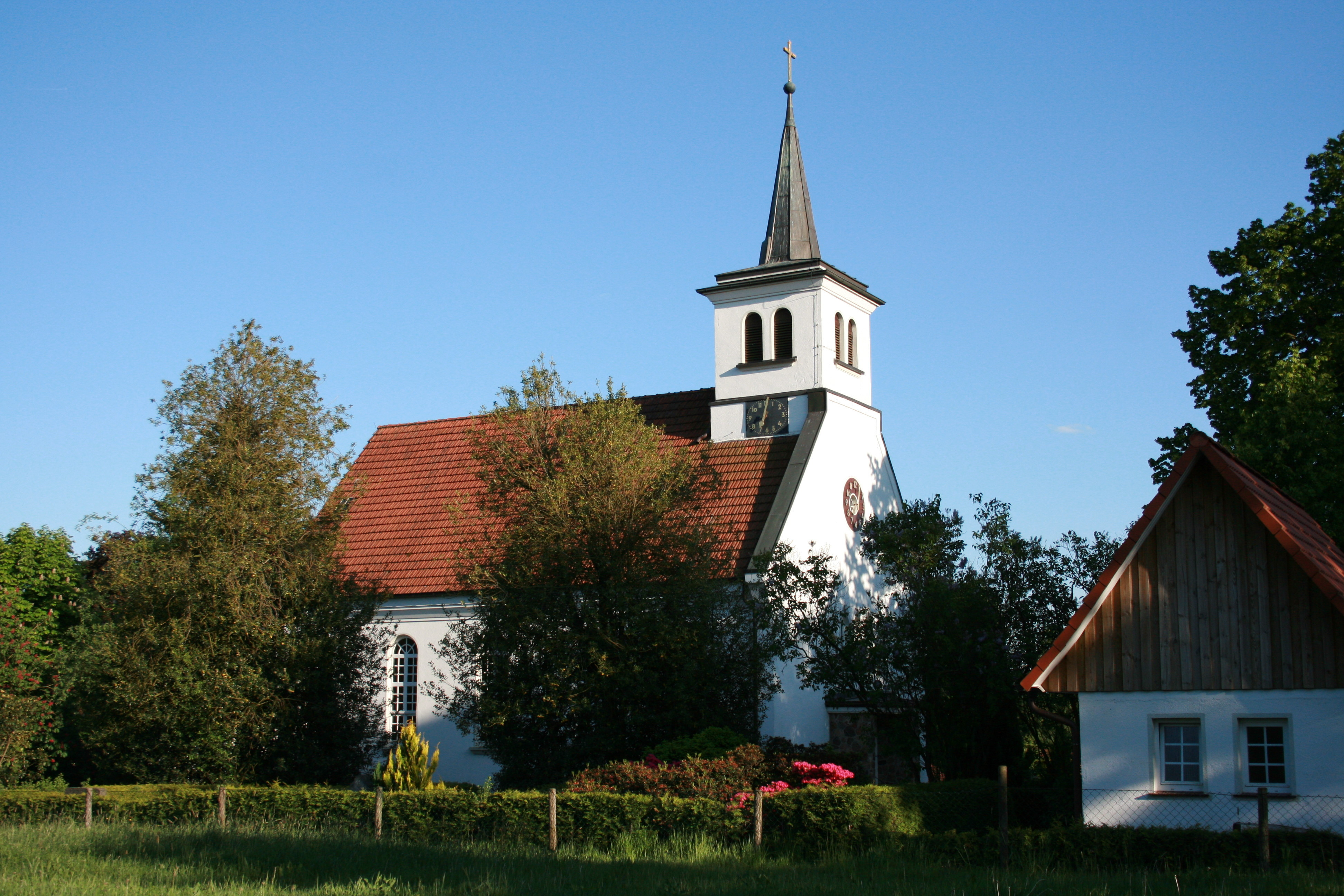
Evang.-lutherse Vredeskerk in Bommelsen
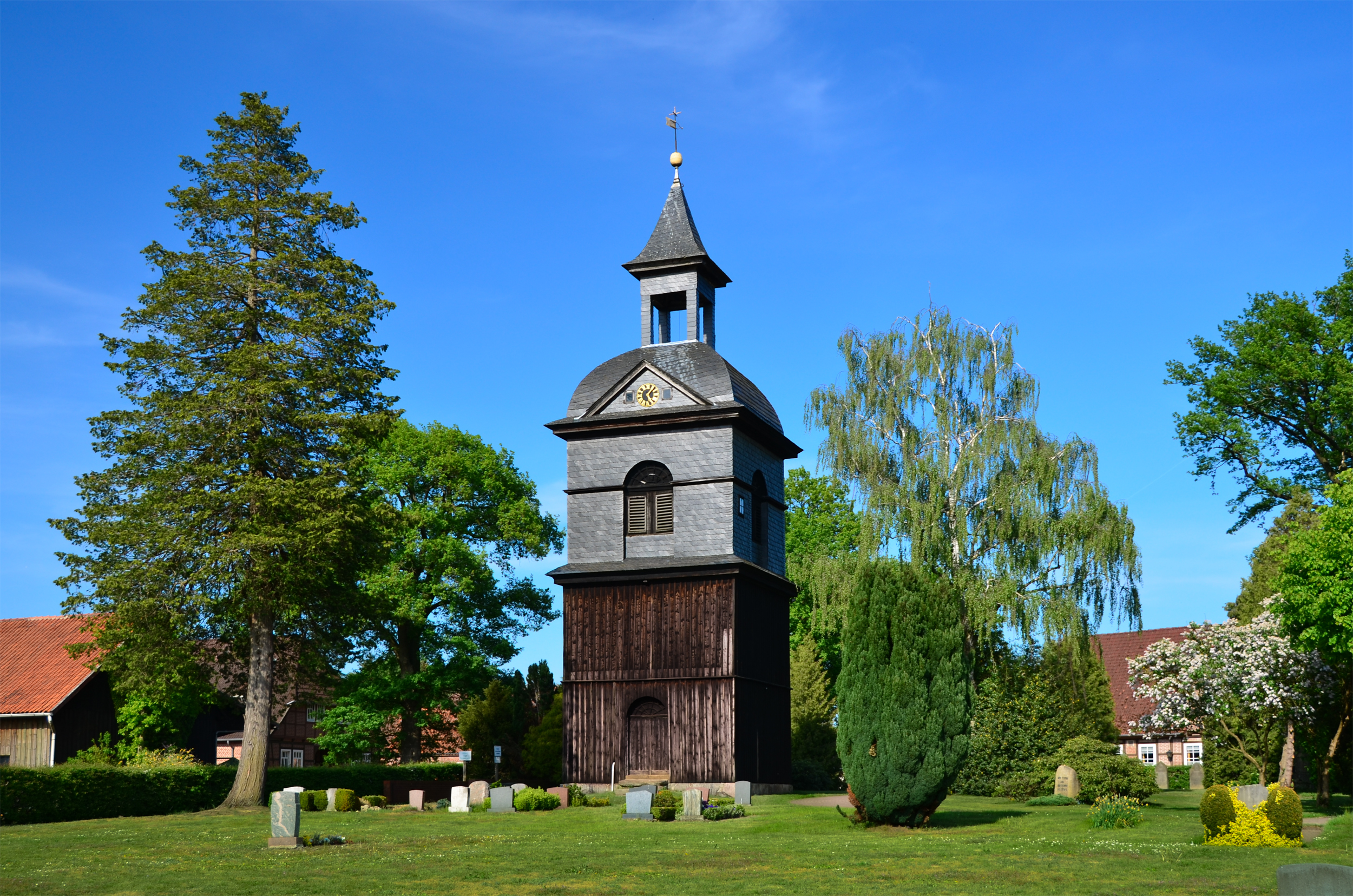
Evang.-lutherse Johannes-de-Doperkerk in Düshorn
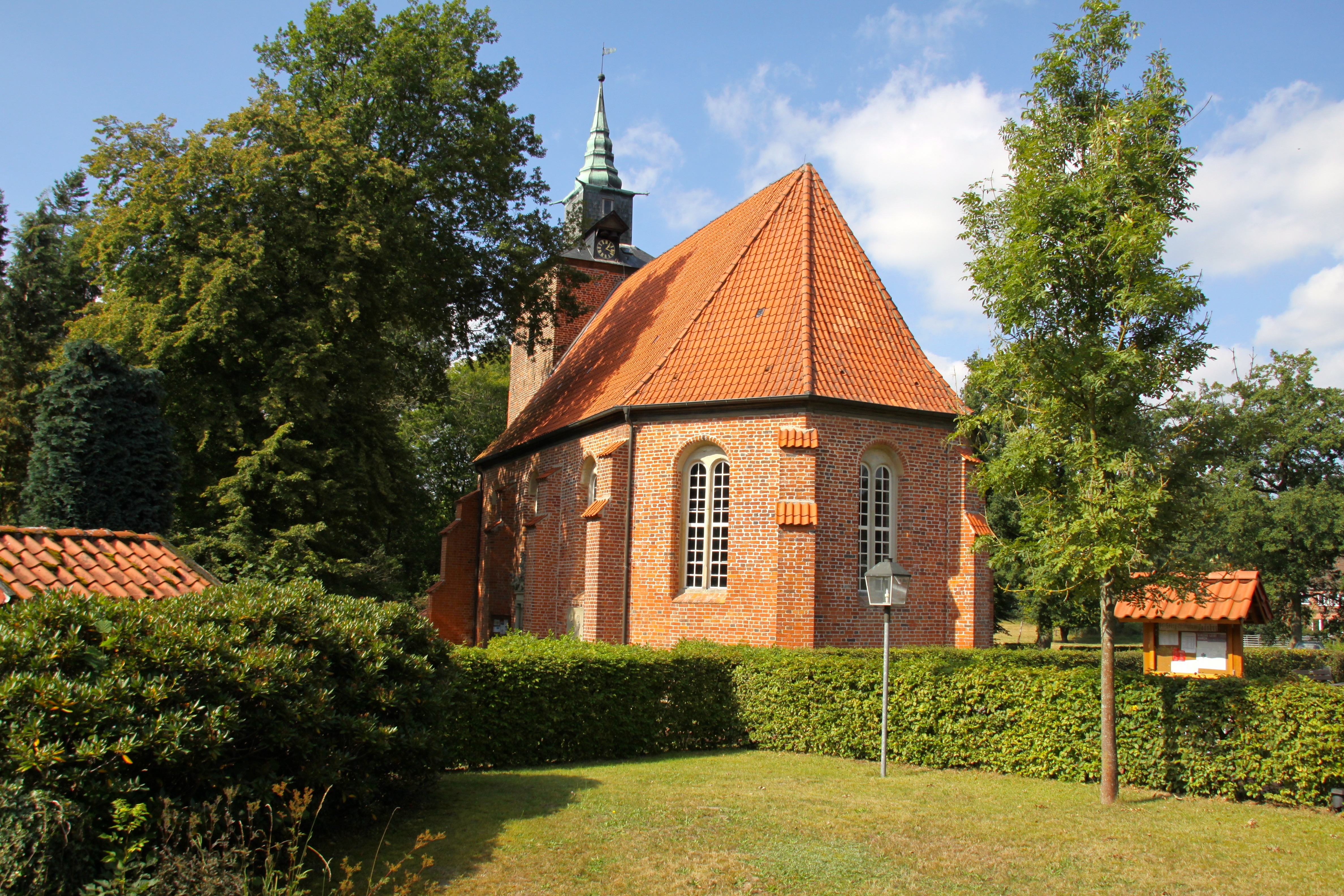
Evang.-lutherse St.-Christoffelkerk in Stellichte
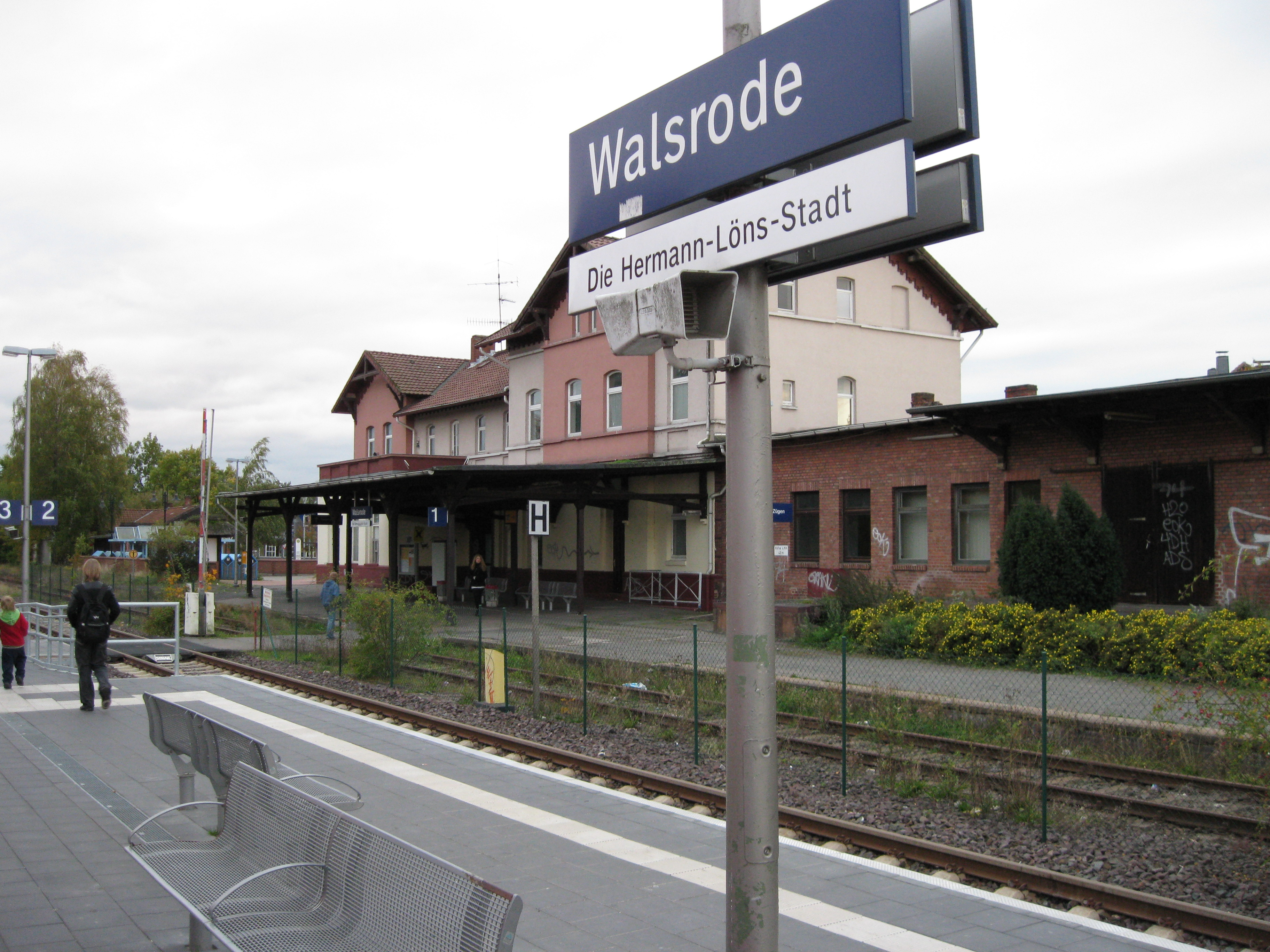
Station Walsrode
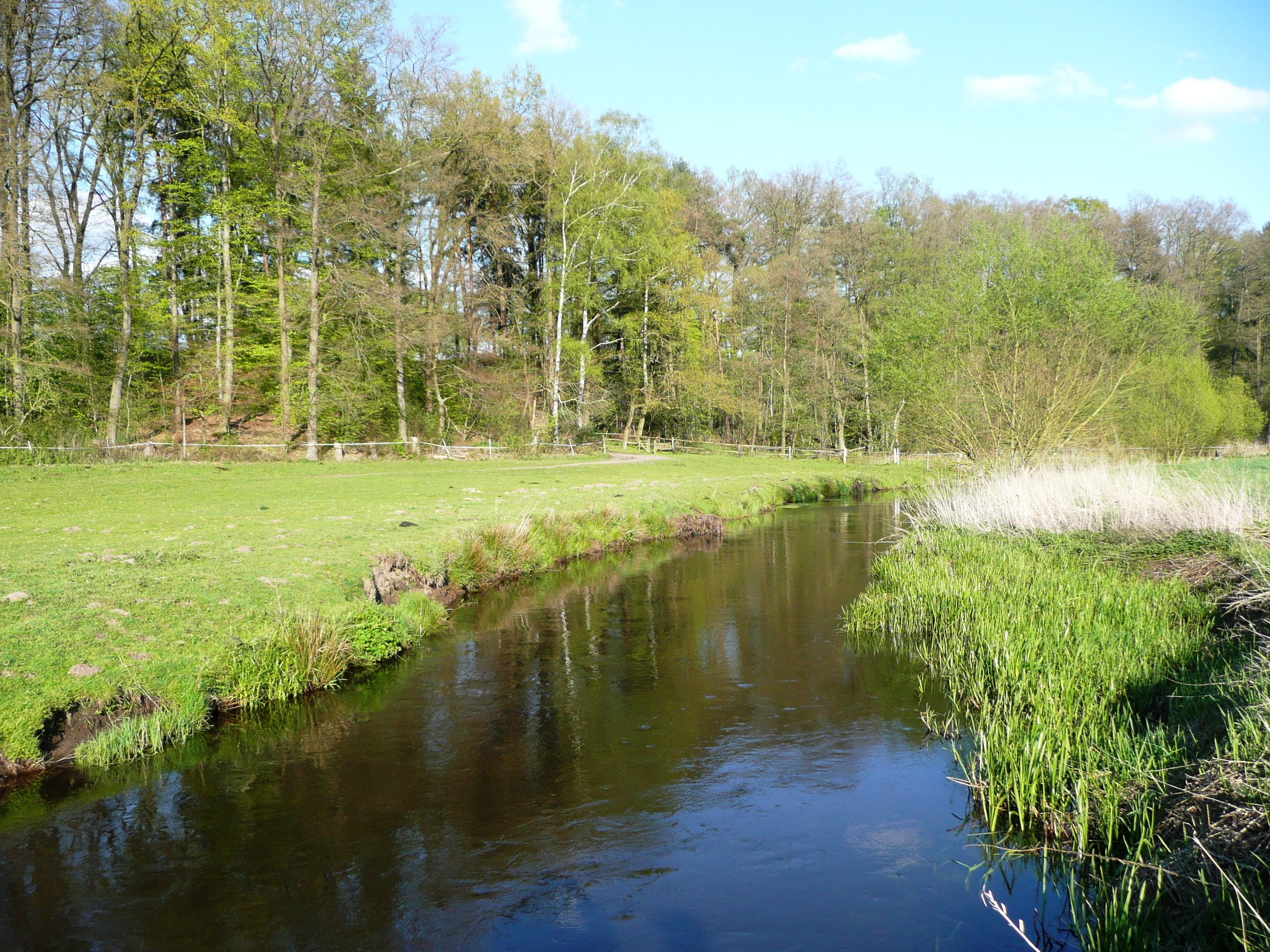
De Böhme tussen het graf van Hermann Löns en Uetzingen
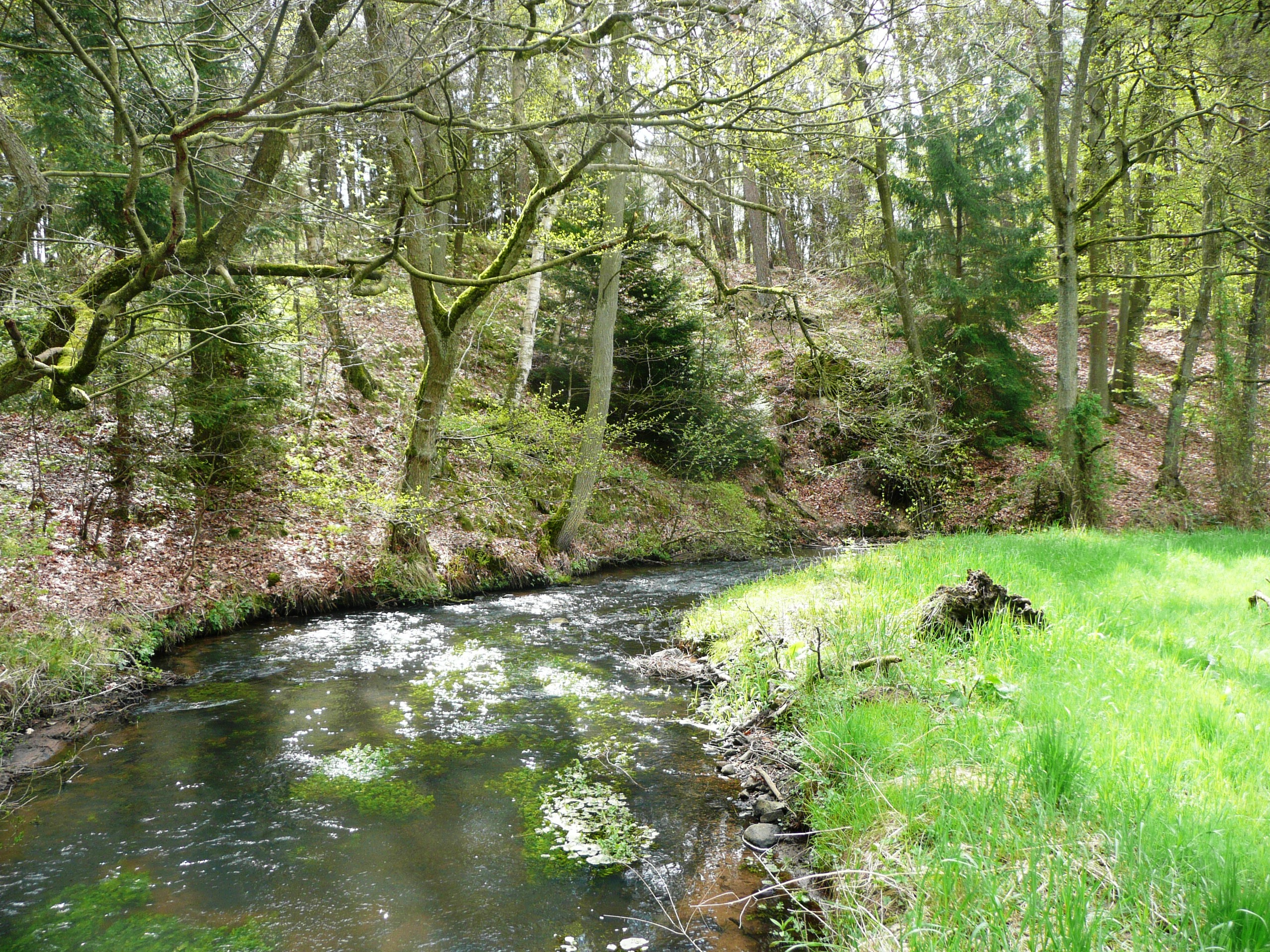
Aan de 18 km lange Warnau, een zijbeek van de Böhme, bij Stadtteil Borg.
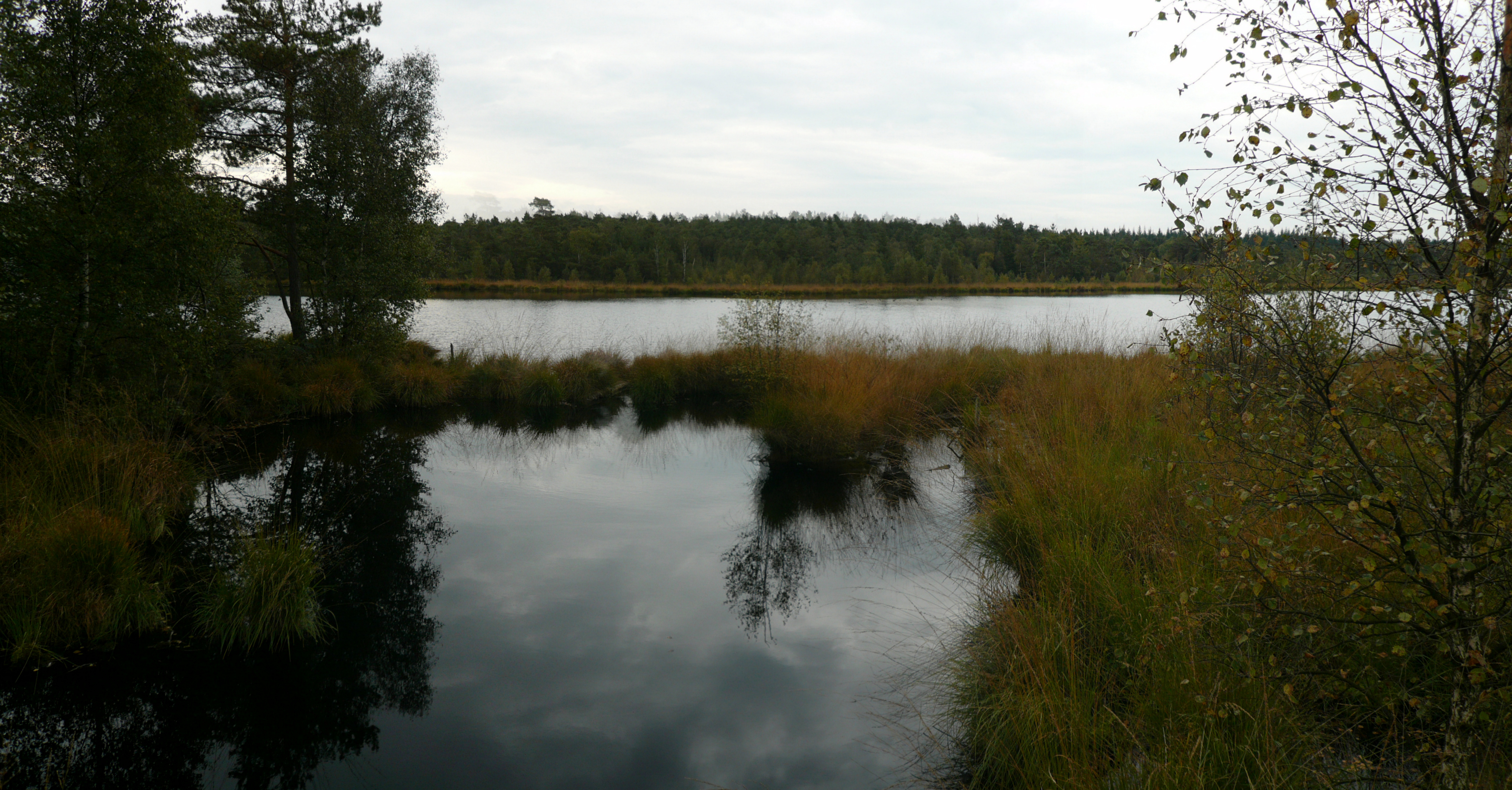
De (niet echt bodemloze!) Grundlose See in het hoogveenreservaat Grundloses Moor

## Belangrijke personen in relatie tot de gemeente

### Geboren
- Hermine Overbeck-Rohte (* 24 januari 1869 in Walsrode; † 29 juli 1937 in Bremen) Duits schilderes, echtgenote van Fritz Overbeck
- Rosemarie Precht (Walsrode, 3 mei 1952 - Walsrode, 31 januari 1991) Duits zangeres

### Overigen
- Hermann Löns (1866–1914), Duits schrijver en dichter, verbleef vanaf 1893 vaak in Walsrode en omgeving, en is binnen de gemeentegrenzen in 1935 herbegraven.

## Partnersteden
- Gernrode in Saksen-Anhalt (tegenwoordig een stadsdeel van Quedlinburg)
- Hibbing in Minnesota, USA
- Kovel, Oekraïne
- Zaltbommel, Nederland